# Castelo Newe
O Castelo Newe (em inglês:  Castle Newe) foi uma mansão acastelada do século XIX atualmente inexistente, localizado em Aberdeenshire, Escócia.

## História
Construído em 1831 pelo arquiteto Archibald Simpson, incorporando uma anterior estrutura edificada em 1604. A estrutura original não possuía nenhumas defesas contra invasores, sendo-lhe adicionadas em 1791 e 1831.
Foi demolido em 1927, sendo que as pedras foram usadas na construção do Elphinstone Hall, na Universidade de Aberdeen.